# Vakwetenschap

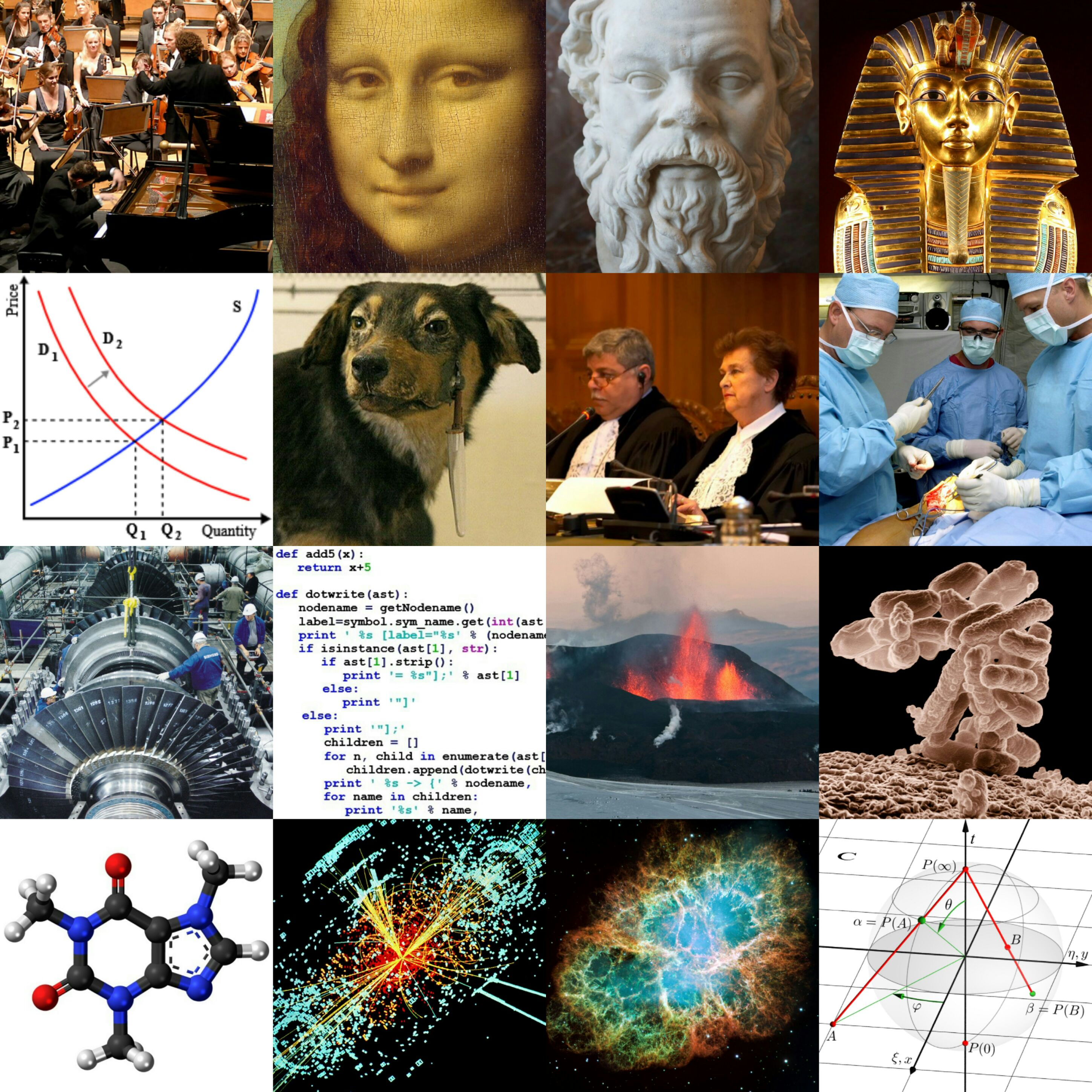

Vakwetenschap of vakdiscipline, kort voor vakspecialistische wetenschap, is een bestaand wetenschappelijk (academisch) vakgebied. Iedere afzonderlijke vakwetenschap richt zich uitsluitend op een eigen, nauw omschreven kenobject (specialisme). De vakwetenschap staat tegenover de wijsbegeerte: terwijl elke vakwetenschap een gespecialiseerd kenobject heeft, onderzoekt de wijsbegeerte de beginselen van de verschillende vakgebieden en hun onderlinge samenhang.

## Algemeen
De wetenschappelijke wereld of wetenschappelijke gemeenschap bestaat uit het geheel van wetenschappers, hun onderlinge relaties en interacties, en verschillende organisaties hieromheen. Deze gemeenschap is onder te verdelen in vakgebieden, die als subgemeenschappen fungeren.
Karakteristieken van een wetenschappelijke discipline zijn:
- Een specifiek onderwerp ofwel formeel onderwerp van studie
- Een specifieke studieaanpak, die spreekt uit eigen procedures en onderzoeksmethoden en technieken
- Een theoretisch raamwerk, waarin de procedures en methodes een bepaalde plek hebben
- Een georganiseerde kennis over het onderwerp met verschillende onderzoeksprogramma's in de zin van Imre Lakatos
- Een specifieke beroepsgroep met een specifieke opleiding en een forum voor wetenschapsontwikkeling, en
- Een specifiek maatschappelijk draagvlak, dat de beroepsgroep, haar opleiding en wetenschapsontwikkeling steunt

Met name de laatste drie karakteristieken gelden voor de wetenschap in het geheel, en zijn bepalend voor een gewone wetenschappelijke discipline.

## Geschiedenis
De middeleeuwse universiteit kende slechts vier faculteiten, te weten Theologie, Medicijnen, Rechten en Kunsten, waarbij de laatste een wat lagere status had. Hedendaagse universiteiten hebben hun wortels in de laat-19e-eeuwse secularisering van het academisch onderwijs, waarbij het traditionele curriculum werd aangevuld met niet-klassieke, moderne talen en literatuur, en met natuurwetenschappen als natuurkunde, scheikunde, biologie, plus de technische wetenschappen. Begin 20e eeuw werden nieuwe disciplines toegevoegd als didactiek, psychologie, en sociologie, en na de jaren 1970 ontstonden vakdisciplines als milieukunde, ecologie en bewegingswetenschappen.

## Vakwetenschap: Onderwerpen

### Actoren in een vakgebied
Binnen een wetenschappelijke discipline zijn verschillende partijen actief:
- Een groep wetenschappers met in elke tijd enige vooraanstaande sleutelfiguren, die als experts bekendstaan, standaardwerken hebben geschreven en als opiniemakers gelden. Er zijn in de regel ook altijd enige geleerden, die als pioniers en of grondleggers van het vakgebied worden aangezien. De verzameling kan verder heel divers zijn met nieuwkomers en oudgedienden. Met eendagsvliegen en de genoemde experts met respectabele staat van dienst.
- Studierichtingen aan de universiteit waarin onderwijs wordt gegeven en onderzoek wordt verricht over het vakgebied.
- Specifieke onderzoeksinstituten ofwel organisaties gericht op de ontwikkeling van wetenschap en of de uitvoering van toegepast onderzoek.
- Wetenschappelijke genootschappen met als doel om de vakdiscipline te promoten en de kennis erover te verspreiden en populariseren.
- wetenschappelijke symposia, ook wel congressen of conferenties, zijn bijeenkomsten voor onderzoekers en belangstellenden voor de presentatie en discussie van hun werk. Samen met wetenschappelijke tijdschriften voorzien symposia in een belangrijk kanaal om ideeën en informatie uit te wisselen tussen wetenschappers.
- Wetenschappelijk tijdschriften, ook kortweg journal, waarin wetenschappers hun bevindingen publiceren. Er zijn vele wetenschappelijke tijdschriften, op allerlei vakgebieden, van zeer breed georiënteerd tot zeer specialistisch.

### Opkomst van een vakgebied
Volgens Kamen (2001) is een wetenschappelijk vakgebied een gebied van studie met een centrale focus. Een nieuwe vakdiscipline kan als volgt ontstaan: wetenschappers van verschillende vakgebieden komen bij elkaar en komen er achter dat hun vakgebieden onderling raakvlakken hebben. Later markeren ze deze dag als de oorsprong van hun nieuwe discipline. Zo ontstonden nieuwe wetenschappelijke vakgebieden als biochemie (uit de biologie en de scheikunde), geofysica (uit geologie en natuurkunde), psychofysiologie (uit psychologie en fysiologie), econometrie (economie en wiskunde) en radioastronomie (natuurkunde en sterrenkunde). Een dergelijke krachtenbundeling vanuit twee (of meer) vakgebieden resulteert in een snellere toename van kennis door de combinatie van bestaande knowhow en onderzoekstechnieken, dan wanneer het onderzoek onafhankelijk van elkaar vanuit de oorspronkelijke vakgebieden zou zijn verricht.

### Ontwikkeling van een vakgebied
De Amerikaanse wetenschapsfilosoof Thomas Kuhn was in zijn boek The Structure of Scientific Revolutions (1962), de eerste die het idee naar voren bracht, dat wetenschap niet geleidelijk evolueert maar door paradigmawisselingen sprongsgewijs verandert. Een paradigma is volgens Kuhn een samenhangend stelsel van modellen en theorieën, die een denkkader vormen waarmee de 'werkelijkheid' geanalyseerd wordt, en die door een groep binnen een vakdiscipline wordt gedragen. Volgens Kuhn doorloopt een wetenschappelijke discipline de volgende opeenvolgende fasen:
- Prewetenschap; er is nog geen paradigma dus is er geen overeenstemming
- Normale wetenschap; er is een paradigma, dus eenstemmigheid, waardoor vooruitgang mogelijk is
- Crisis; anomalieën (onopgeloste puzzels) worden openlijk onderkend
- Revolutie; deze leidt tot een nieuwe normale wetenschap

In de praktijk blijven zulk soort paradigma's en eigenlijk ook de wetenschappelijke disciplines weinig vastomlijnd.

## Indeling van vakdisciplines
Bij wetenschap wordt onderscheid gemaakt tussen
- fundamentele wetenschap gepaard gaand met fundamenteel onderzoek en
- toegepaste wetenschap waaraan toegepast onderzoek is gekoppeld.

Verder wordt de wetenschap wel onderverdeeld in de categorieën
- geesteswetenschappen ook wel alfawetenschappen,
- exacte wetenschappen
  - formele wetenschappen
  - natuurwetenschappen
- sociale wetenschappen of gammawetenschappen

Vakdisciplines zijn de wetenschappen, die in deze categorieën passen. In de praktijk kan het verschillen per universiteit, en met wetenschappelijke publicaties kan zomaar een nieuw vak worden gevestigd. Enige vastigheid wordt verkregen door het opstellen van nieuwe classificaties van de wetenschap of het aanpassen van de bestaande classificaties, zoals de Universele Decimale Classificatie en de Nederlandse Basisclassificatie. Al dit soort classificaties worden eens in de zoveel jaar aangepast aan de nieuwe stand van zaken.